# Ligne 36 (Infrabel)
Pour les articles homonymes, voir Ligne 36.
La ligne 36 est une ligne de chemin de fer belge reliant Bruxelles à Liège, capitale économique de la Wallonie.
Construite par les Chemins de fer de l'État belge, elle est (pour la section entre Louvain et Liège) l'une des premières lignes de chemin de fer de Belgique, sur l'axe posé entre le port d'Anvers, Malines, Liège et la Prusse.
Dédiée principalement au trafic voyageur, la ligne est électrifiée en tension continue 3 kV, conformément au principal standard en vigueur sur le réseau belge. La ligne est équipée de signalisation fixe ainsi que de l'ETCS. Entre Bruxelles et Louvain, elle est divisée en quatre voies: deux extérieures et deux centrales, les voies extérieures sont parcourables à 160 km/h et les deux voies centrales (aussi appelées 36N) peuvent être parcourues à 200 km/h avec le système de signalisation ETCS. Au-delà de Louvain, la ligne est parcourable à 140 km/h jusque Liège.

## Histoire
Les lois du 1er mai 1834 et du 26 mai 1837 ont décrété que la gare de Malines est le centre des Chemins de fer de l'État belge avec quatre lignes dénommée par les points cardinaux : Nord, Ouest, Est et Midi. L'actuelle ligne 36 intègre notamment une partie de l'ancienne ligne Est.
La section de Louvain à Tirlemont est mise en service le 28 septembre 1837 après trois années de travaux. Elle comporte un ouvrage d'art important, la galerie souterraine de Cumptich longue de 920 mètres et de nombreux petits ouvrages. La deuxième voie est établie sur l'ensemble de son parcours le 7 janvier 1841.
Les sections de Tirlemont à Waremme et de Waremme à Ans  mises en service le 2 avril 1838.

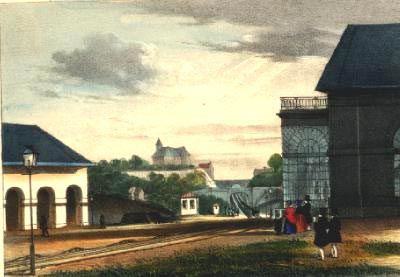
Plan incliné d'Ans.

Le 1er mai 1842, la liaison entre Ans et le centre de Liège, en forte pente et munie d'un système de traction / freinage additionnel à câbles, est à son tour inaugurée. Voir Plan incliné de la côte d'Ans.
La loi du 26 mai 1857 inclut la construction d'un chemin de fer direct de Bruxelles à Louvain afin de ne plus devoir effectuer un détour par Malines, via les actuelles lignes 25 et 53.
La section entre Bruxelles et Louvain, et les stations de Saventhem, Dieghem, Cortenbergh et Velthem-Beyssem, sont mises en service le 17 décembre 1866 par les Chemins de fer de l'État belge, lorsqu'ils ouvrent l'exploitation du service des marchandises sur la section à deux voies de Bruxelles-Nord à Louvain. Le service des voyageurs n'est ouvert que le 13 janvier 1867.
En tant que ligne principale du réseau, l'électrification aura lieu assez rapidement après la Seconde Guerre mondiale. La section Bruxelles - Louvain passe en exploitation électrique en octobre 1954, suivie un an plus tard par le reste de la ligne.
Courant des années 1980, une troisième voie est posée entre Schaerbeek et Zaventem afin de fluidifier le trafic particulièrement dense à l'heure de pointe.
Dans les années 1990, la Belgique finalise son projet de réseau ferré à grande vitesse. La région flamande manifeste la volonté d'accorder des permis d'urbanismes pour une mise à niveau des lignes inter villes existantes plutôt que la création de lignes nouvelles à grandes vitesses. La section Louvain - Haren (au nord de Bruxelles) sera mise à quatre voies et inaugurée en 2003. Deux voies rapides, parcourables à 200 km/h et portant le numéro de ligne 36N sont insérées entre les deux voies dites "lentes" (parcourables tout de même à 160 km/h entre Zaventem et Herent) de la ligne 36 sur lesquelles circulent les convois qui desservent les arrêts intermédiaires. En 2006, une infrastructure permettant de relier Haren à Bruxelles-Nord en contournant les installations de Schaerbeek termine ce dédoublement côté nord. Le prolongement au sud est constitué par une ligne à grande vitesse (LGV 2) entre Louvain et Ans.

## Caractéristiques

### Tracé

#### Profil
Le profil de cette ligne est assez facile entre Bruxelles et Ans ; des tranchées et remblais compensent les ondulations du terrain.
- Entre Schaerbeek et Louvain (portion construite en 1866) le profil est en dos d'âne avec une pente maximale de 6 ‰. Le sommet est entre Nossegem et Kortenberg ; la ligne redescend ensuite vers Veltem avant d'attendre la vallée de la Dyle à Louvain.
- De Louvain à Ans, la ligne entreprend une montée continue, très douce (avec un maximum de 4 ‰). La seule descente, légère, se trouve autour de Tirlemont.

C'est entre Ans et Liège, au niveau des Plans inclinés que réside le plus grand obstacle. Qui resta longtemps insurmontable pour les locomotives ordinaires.

### Ouvrages d'art

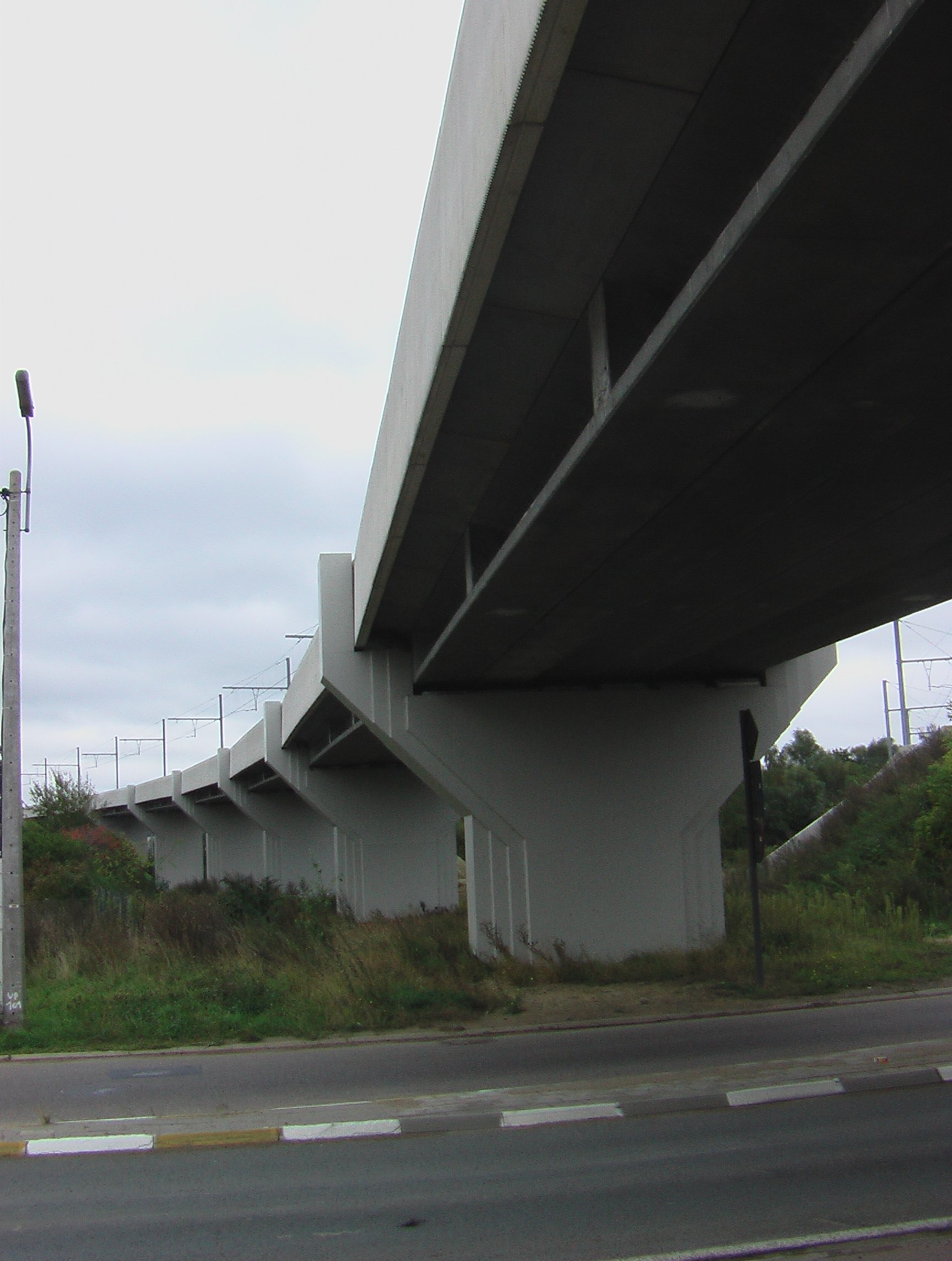
Un grand pont à Louvain.

On notera les plans inclinés entre Ans et Liège, qui comportaient jadis deux machines à vapeur fixes entraînant des câbles de traction entre les voies. La pente y atteint les 3 %.

### Gares haltes et arrêts

Gares de la ligne
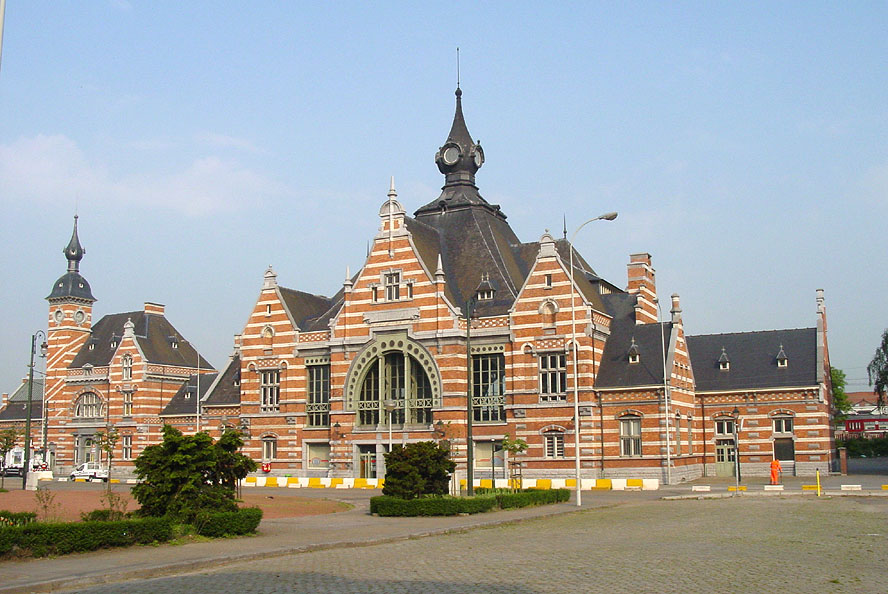
Schaerbeek.
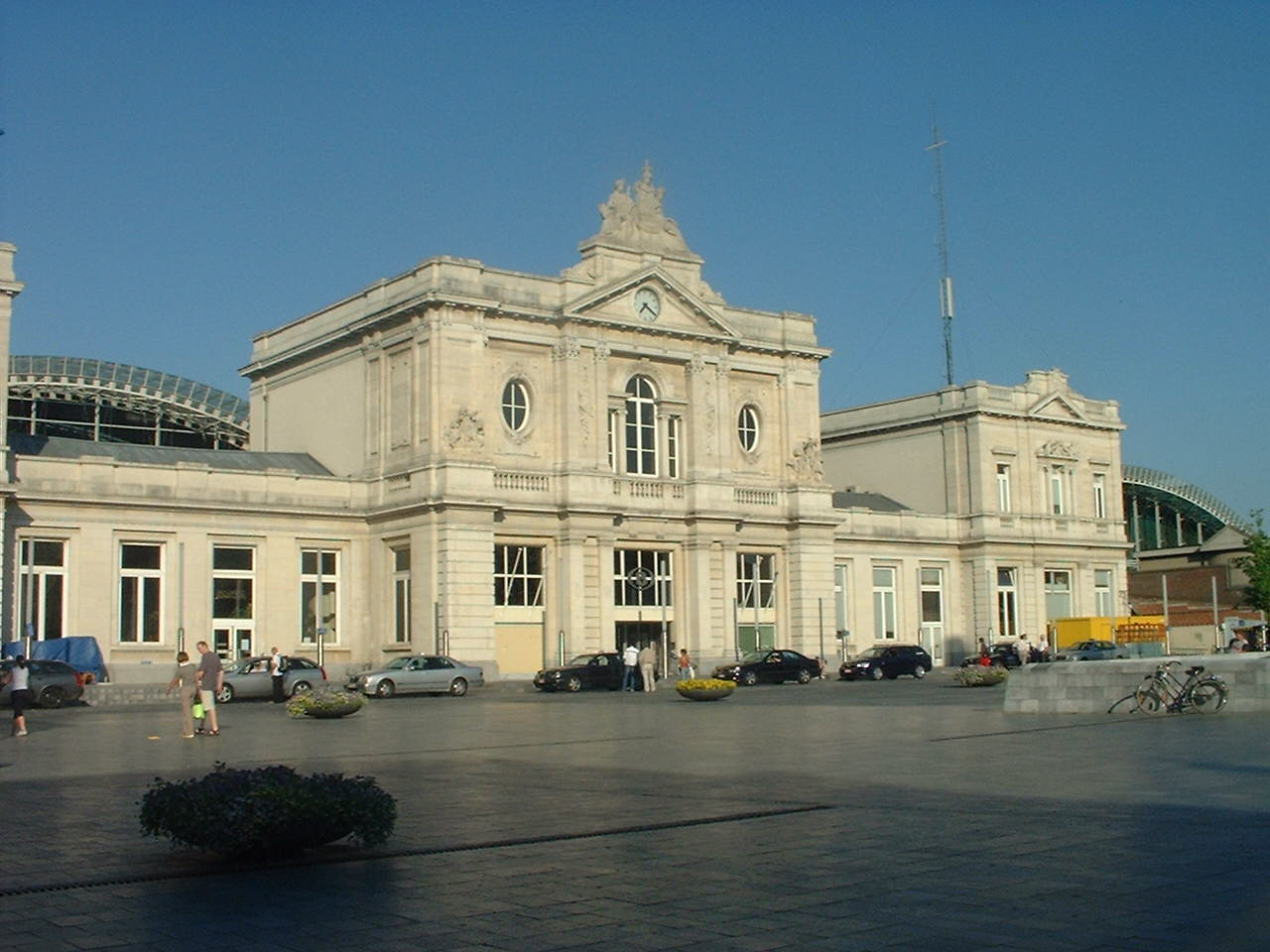
Louvain.
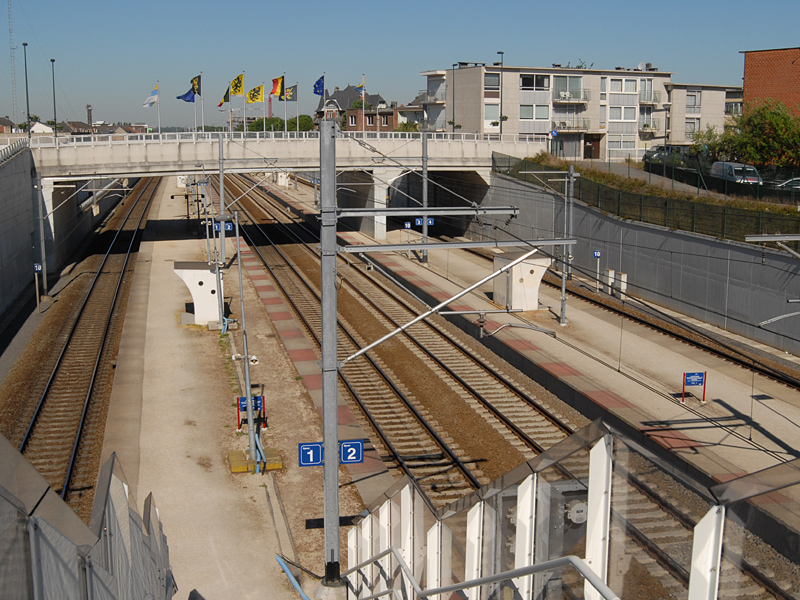
Zaventem.

Dans le cadre des travaux RER, de grands ponts ont été jetés à Schaerbeek et Louvain pour éviter que les voies rapides ne croisent à niveau les voies lentes ou d'autres lignes. C'est également le cas entre Zaventem et Nosseghem, où le raccordement vers l'aéroport se fait à l'aide de trémies sous la ligne. En outre, les tranchées et talus ont également été élargis à l'aide de murs de béton (afin de porter la ligne de 2 à 4 voies en élargissant le moins possible l'emprise au sol de la ligne, et donc en réduisant les expropriations).

### Lignes annexes: raccordements et autres

#### Ligne 36/1
La ligne 36/1 est un raccordement, de 0,981 km, entre les bifurcations Y Keelbeek-Sud et Y Diegem-Est. La bifurcation Y Keelbeek-Sud est située sur la ligne 26 Schaerbeek – Hal et ce raccordement dispose d'une voie unique électrifiée. Il permet de relier Louvain et Zaventem à Schaerbeek ou Vilvorde.

#### Ligne 36/2
La ligne 36/2 est un raccordement, de 3,034 km, entre la gare de Louvain et Y Molenbeek. Il dispose de deux voies et est électrifié. Il permet la circulation sans cisaillement entre les voies est de la gare de Louvain (par exemple la direction Anvers – Lierre – Aarschot) et la ligne 36 vers Tirlemont, Landen, etc.

#### Ligne 36/3
La ligne 36/3 est un raccordement, de 0,975 km entre les bifurcations Y Harenheide et Y Diegem-Ouest, qui permet un raccordement entre la ligne 36 venant de Louvain et la ligne 26 Schaerbeek - Hal vers Hal, ou vice-versa. Il dispose de deux voies et est électrifié.

#### Ligne 36A
La ligne 36A est un tronçon, de 12,289 km, entre Y Voroux et Kinkempois-Formation. Il dispose de deux voies électrifiées et est principalement utilisé par les lourds trains de marchandises pour contourner le plan incliné de la côte d'Ans. La vitesse de référence y est de 70 km/h.

#### Ligne 36B
La ligne 36B était un tronçon, de 3,8 km, entre la gare d'Ans et Y Voroux. Établie en parallèle avec la ligne principale il disposait de deux voies jusqu'à sa disparition en 1999 lors du chantier de la ligne à grande vitesse. Sa plateforme est utilisée pour y installer les voies de la ligne 36 du fait de l'utilisation de la plateforme de la ligne 36 par l'infrastructure de la LGV2.

#### Lignes 36C, 36C/1 et 36C/2
C'est en 1955 que sont mis en service les premiers 3,3 km, à double voie, de la ligne 36C entre Y Zaventem et la gare de l'aéroport. Cette ligne est électrifiée le 24 janvier 1971 ; elle est d'abord exploitée en concession par la Sabena au moyen d'autorails, puis d'automotrices classiques en livrée bleue Sabena, reliant l'aéroport à la voie 1a de Bruxelles-Central (voie en impasse reliée à l'Air Terminus Sabena aujourd'hui disparu) sans s'arrêter en cours de route. À l'expiration de la concession, la desserte est reprise par la SNCB avec des trains IC et la voie en impasse de Bruxelles-Central est supprimée.
Le raccordement 36C/1 (Y Nossegem – Y Luchthaven, 3,304 km) est construit en 2005 (mise en service le 11 décembre) de manière à permettre aux trains venant de Louvain et de Liège d'accéder à l'aéroport sans devoir changer de sens de marche. Ce raccordement électrifié et à double voie permet une vitese de 70 km/h,,. À ce stade, la gare de l'aéroport est toujours en impasse.
Afin de pouvoir prolonger la ligne 36C vers le nord et la raccorder à la « ligne nouvelle » 25N Schaerbeek – Malines construite dans le cadre du projet TGV, le projet Diabolo a été mis sur pied. Dans ce cadre, le tracé de la ligne 36C a été modifié et la gare de l'aéroport reconstruite à côté de son emplacement précédent. C'est le 7 juin 2012 que la gare de l'aéroport cesse d'être une gare en impasse grâce à la mise en service de la prolongation de la ligne 36C dont la longueur passe à 5,543 km de Y Nossegem à Y Machelen-Nord (dont 2,3 km en tranchée couverte sous l'aéroport), ce à quoi il faut ajouter les 3,304 km du raccordement 36C/1 mentionné ci-dessus et les 1,522 km du raccordement 36C/2 (Y Brucargo – Y Machelen-Sud), qui après le raccordement avec la ligne 25N se prolonge à voie unique jusqu'au Y Keelbek-Nord et à la ligne 26 Schaerbeek – Hal desservant le quartier européen.

Ligne 36C
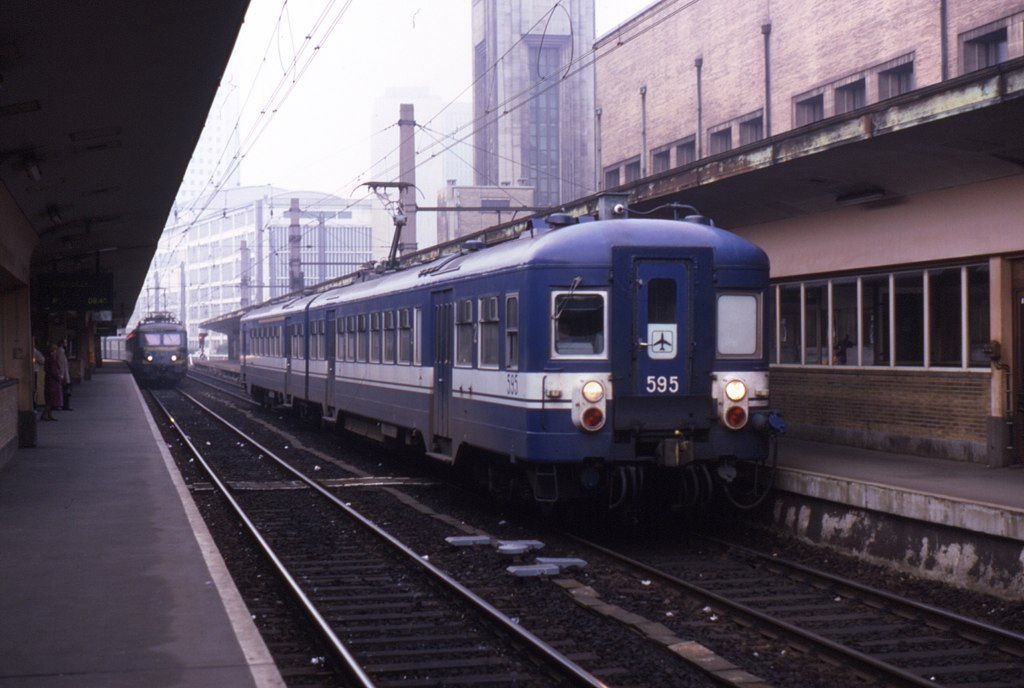
une automotrice Sabena en route vers l'aéroport.
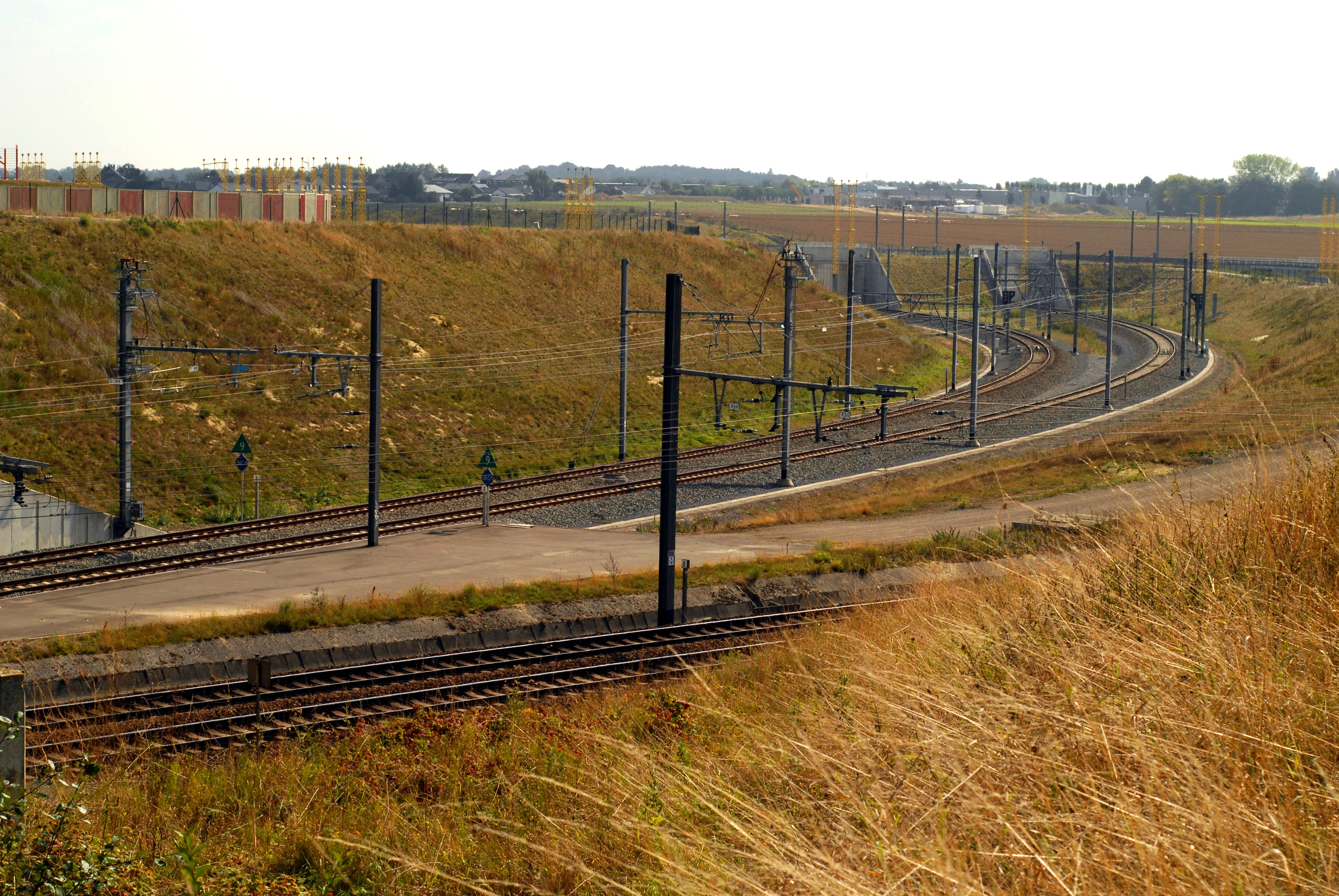
Embranchement 36C/1.
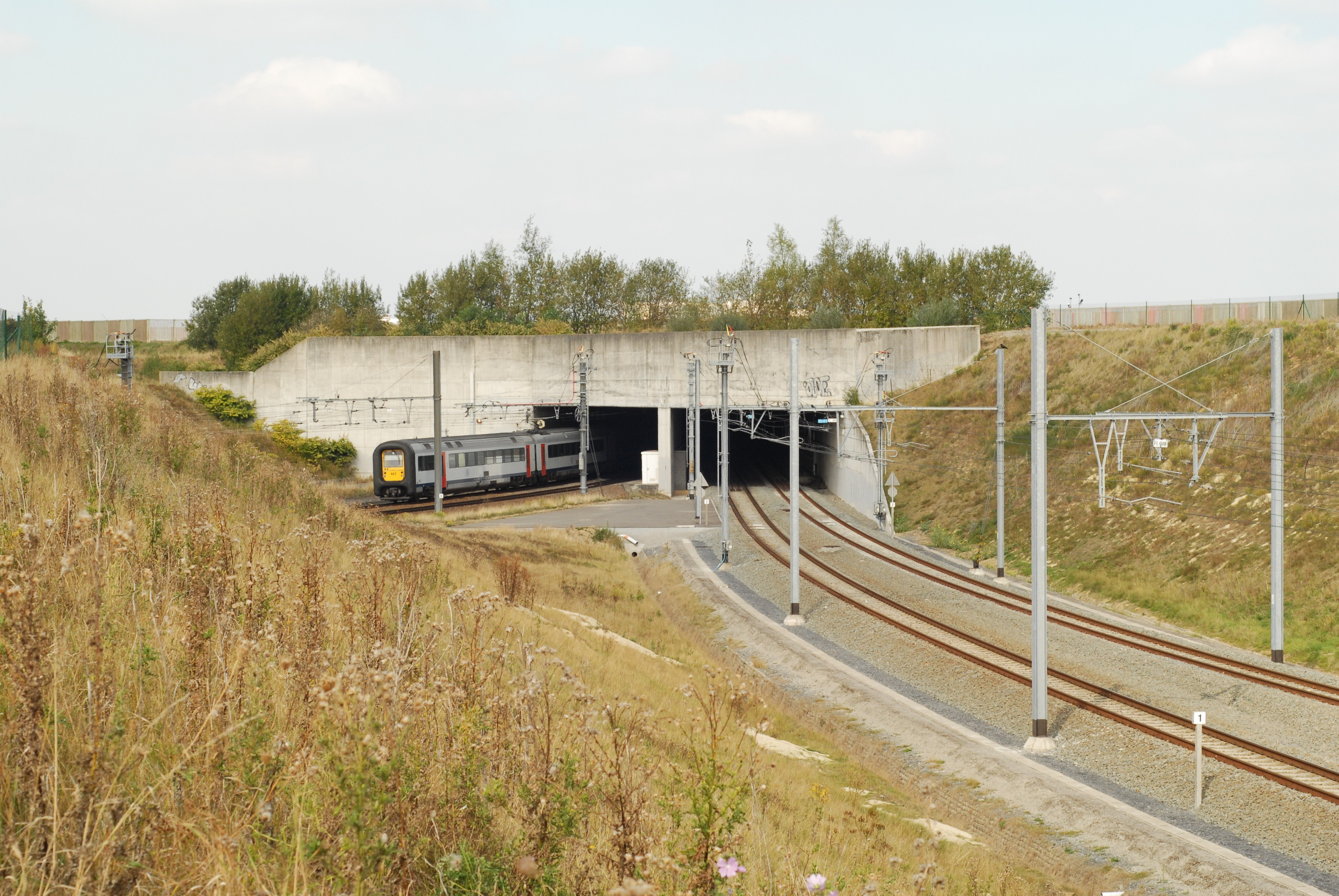
Entrée dans la gare souterraine.
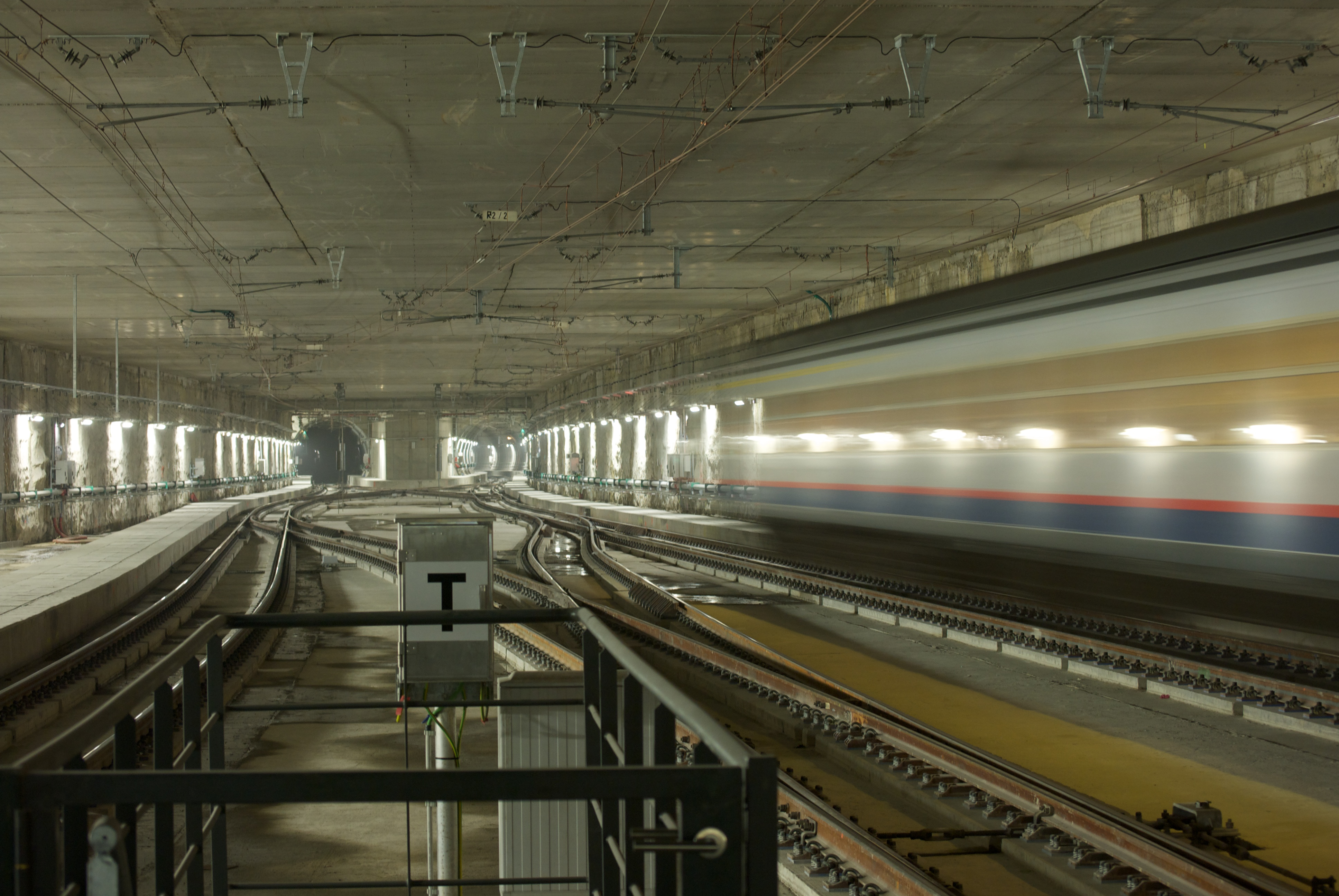
Intérieur du tunnel.

#### Lignes 36E, 36L/1 et 36L/2
- La ligne 36E était un raccordement, de 1,464 km, entre la bifurcation Y Keelbeek et la gare de Louvain[13].
- La ligne 36L/1 était un raccordement, de 1,632 km, entre Voroux-Base Travaux LGV et la bifurcation Y Voroux[13].
- La ligne 36L/2 était un raccordement, de 1,501 km, entre la bifurcation Y Tourmalet et la gare Kinkempois-Formation[13].

Ces trois raccordements ont à présent disparu.

#### Ligne 36N
La ligne 36N, longue de 26,2 km, relie les gares de Bruxelles-Nord et Louvain. C'est un doublement de la ligne 36, par deux voies supplémentaires établies en parallèle. Elle passe par les gares de Schaerbeek, Haren-Sud, Diegem, Zaventem, Nossegem, Kortenberg, Erps-Kwerps, Veltem et Herent. Elle est établie au centre de la plateforme et encadrée par les deux voies de la ligne 36 qui sont réservées aux trains plus lents avec arrêts dans les gares intermédiaires précitées. Entre Diegem et Louvain, les trains circulent à 160km/h, tandis que les trains intérieurs aptes à 200km/h et les trains à grande vitesse équipés de l'ETCS niveau 1 peuvent circuler à 200km/h.
Elle est mise en service, à deux voies et électrifiée, par section : le 1er juin 2003, les 4,5 km de Y Herent à Louvain ; le 14 décembre 2003, les 19 km de Haren à Y Herent ; et le 10 décembre 2006, les 2,7 km de Schaerbeek à Haren.
Elle comporte un important ouvrage d'art, composé d'un viaduc en béton et du pont du Harenberg, en arc métallique long de 136 m.

Pont ferroviaire du Harenberg <small>(dit abusivement de Schaerbeek)</small>
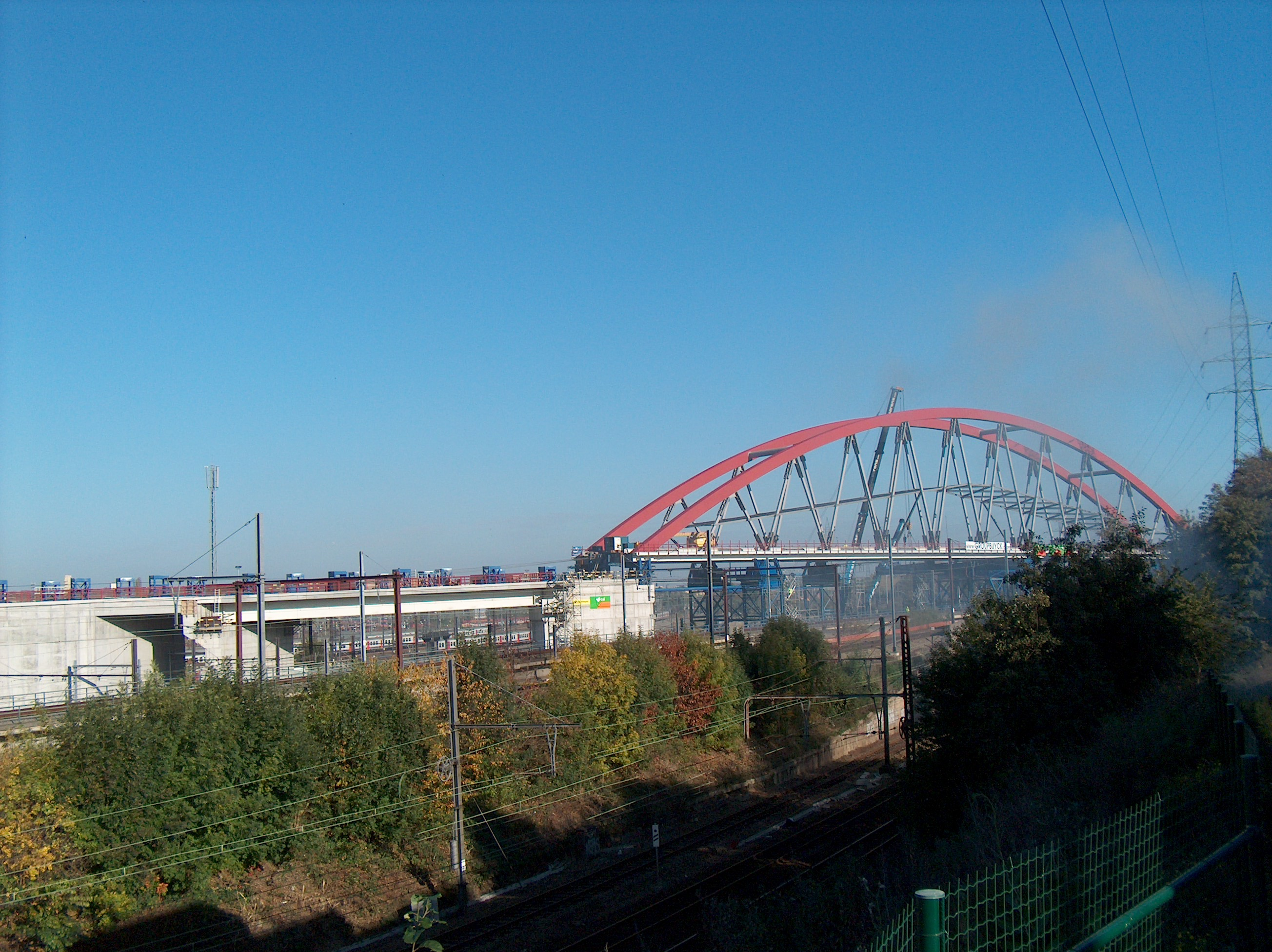
30 octobre 2005.
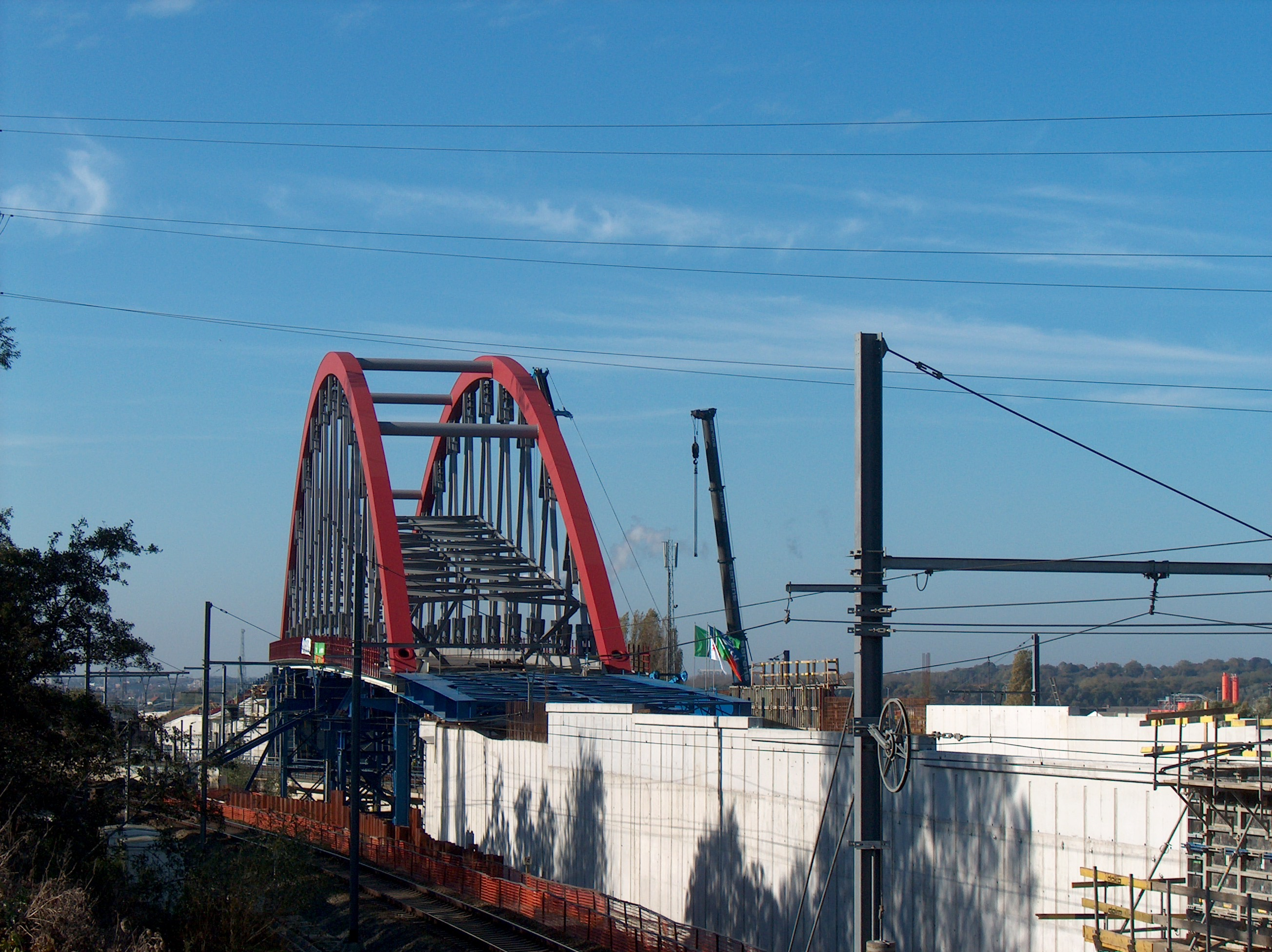
30 octobre 2005.
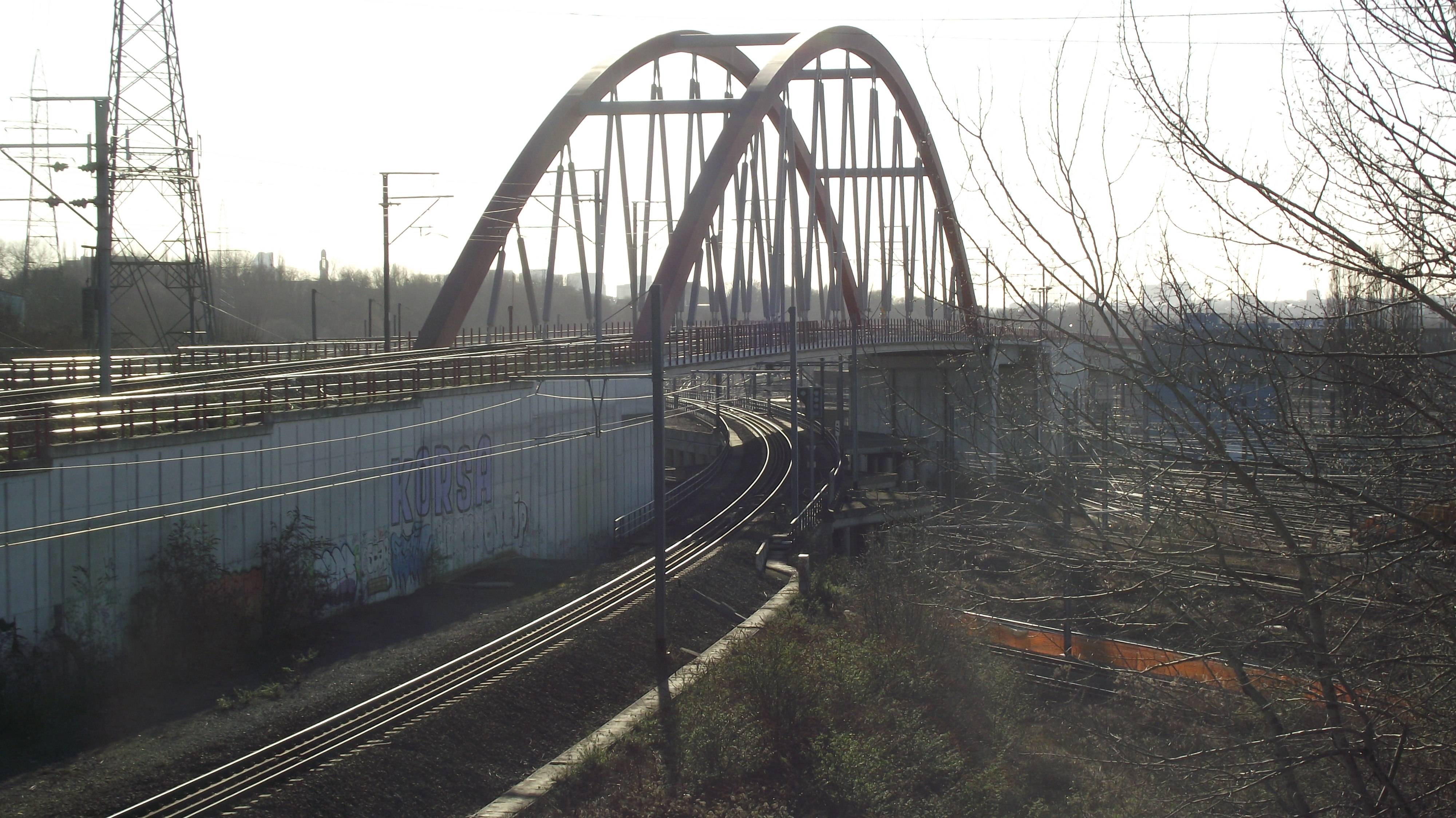
6 mars 2011.
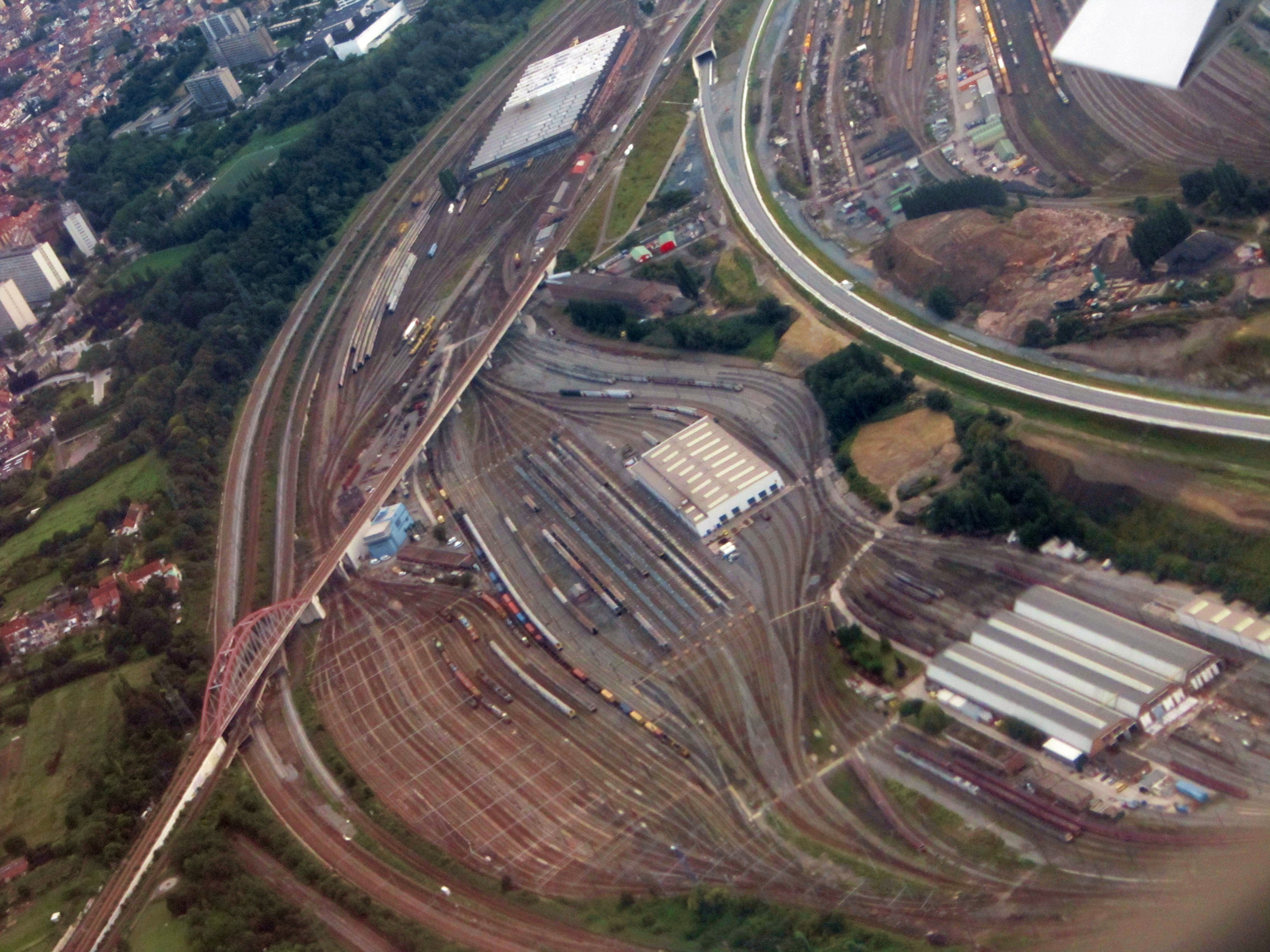
21 septembre 2011.
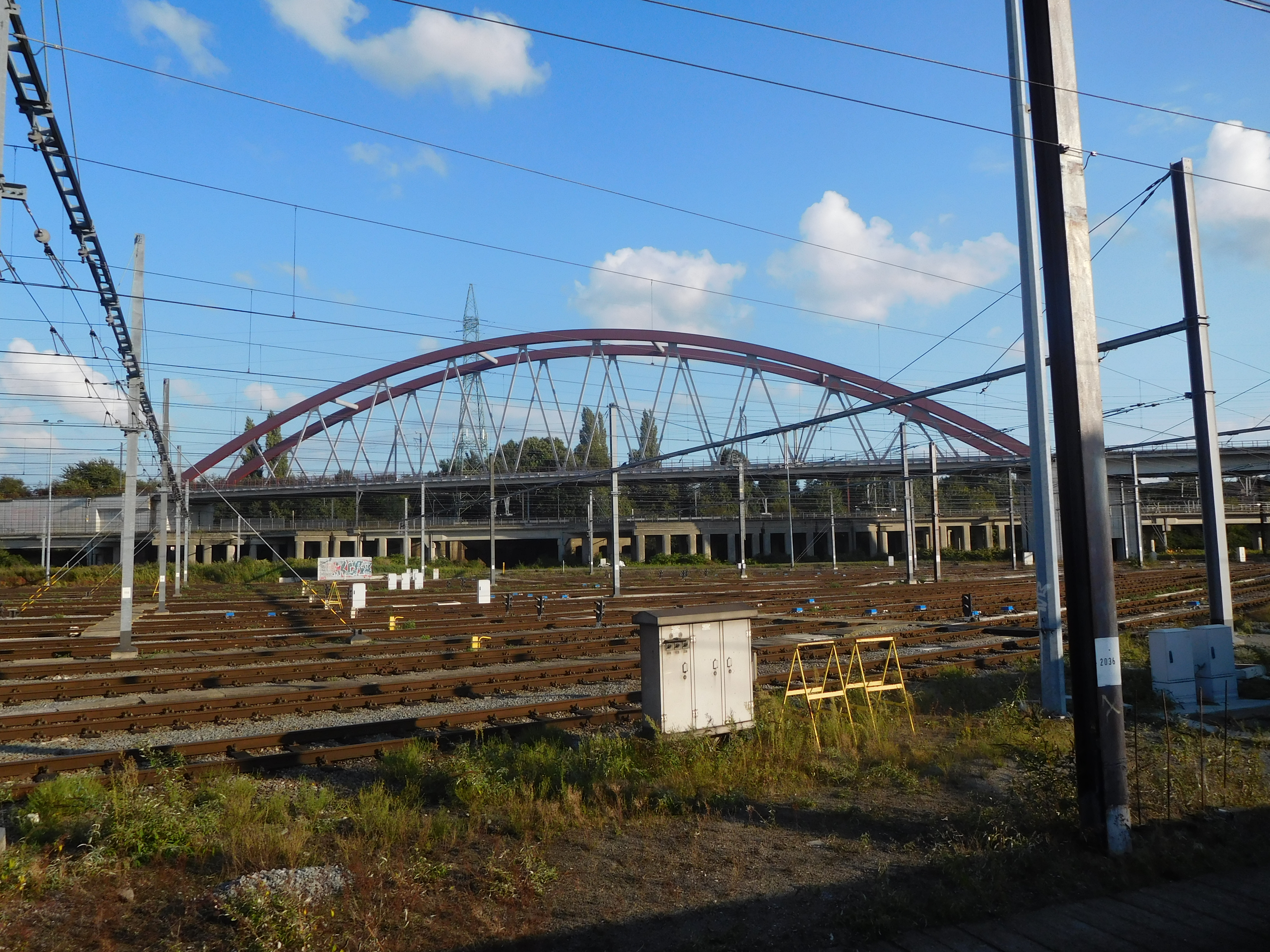
septembre 2017

## Exploitation
La ligne est très peu utilisée en trafic marchandises depuis que l'important flux de transit entre le port d'Anvers et l'Allemagne transite par Lier, Hasselt et Montzen.
Entre Bruxelles et Louvain, la ligne voit passer tous les types de trains de voyageurs, des Eurostar et ICE aux omnibus. Certains desservent l'aéroport de Bruxelles-National.
Entre Louvain et Liège, les trains à grande vitesse, ainsi que les deux relations Intercity directes empruntent la LGV 2. La section Louvain - Liège est desservie par un train Intercity qui marque l'arrêt à Tirlemont, Landen, Waremme et Ans. Deux relations omnibus desservent les tronçons Louvain - Landen et Waremme - Liège. Il n'y a plus d'arrêts desservis entre Waremme et Landen.
Cette offre est naturellement renforcée à l'heure de pointe.

## Projets récents
La ligne est concernée par le projet de RER bruxellois. L'infrastructure est prête, mais comme seule la capacité de lignes desservant des villes flamandes avait tout d'abord été augmentée, son lancement n'a eu lieu qu'en 2015-2018, une fois les autres lignes mises à niveau.
En outre, le projet Diabolo (lignes 36C prolongée, 36C/1 et 36C/2) qui relie aujourd'hui la ligne 36 à la ligne 25N en passant par l'aéroport de Zaventem, avec raccordement dans les deux sens à chaque extrémité (L.36 vers Louvain ou Diegem, et à Haren et Diegem embranchements vers Schaerbeek, Vilvorde ou Meiser ; L.25N vers Schaerbeek ou Malines) a provoqué la refonte de la desserte de l'aéroport, et donc des gares qui le séparent de la capitale : Précédemment, la gare de l'aéroport était une gare en impasse, accessible uniquement via l'actuelle partie sud de la ligne 36C, le raccordement 36C/1 n'existant pas ; aujourd'hui, c'est une gare de passage, et elle reçoit par exemple le train Benelux Bruxelles-Amsterdam qui passe aussi à Schiphol.